# Le Serment (téléfilm, 1963)
Pour les articles homonymes, voir Le Serment.
Le Serment est un téléfilm algérien réalisé par Mustapha Badie et produit par la télévision algérienne en 1963, au lendemain de la fin de la guerre d'indépendance.

## Synopsis
Ce téléfilm raconte l’histoire de jeunes Algériens qui rejoignent la résistance après les répressions sanglantes de mai 1945 dans le Constantinois par l'armée coloniale française.

## Fiche technique
- Titre original : Le Serment
- Réalisation : Mustapha Badie
- Scénario : Abdelhalim Rais
- Photographie : Boulenouar Bouchenafa, Ksouri El Messous
- Caméraman plateau : Youcef Sahraoui
- Lumière : Rachid Merabtine
- Production : Télévision algérienne
- Origine :  Algérie
- Durée : 60 minutes
- Genre : Drame, Guerre
- Date de sortie : 1963
- Autres informations : Certaines séquences du film ont été tirées de la production bulgare La Fête de l'espoir.

## Distribution
- Taha El-Amiri
- Abdelhalim Rais
- Saïd Hilmi
- Mohamed Ouniche